# Rørbysværdene
Rørbysværdene er to krumsværd fra bronzealderen, der blev fundet ved Rørby nær Kalundborg. De er efter deres ornamentik dateret til ældre bronzealder, nærmere bestemt ca. 1600–1500 f.Kr. Det første sværd blev fundet i 1952 og det andet i 1957, 10 meter fra det første. Det andet sværd havde samme udsmykning som det første, men også et skib på bladets side. Da skibet er støbt sammen med resten af udsmykningen, kan sværdet, skibsbilledet og lignende skibsbilleder i helleristninger dateres til samme tid.